# Avitech
Avitech este o companie din România, fondată în anul 1999, care are ca obiect de activitate furnizarea de soluții audio-video, securitate, instalații electrice și case inteligente.
În anul 2009, Avitech era numărul 1 în România pe trei segmente de piață: sisteme integrate audio-video, videoconferințe și sisteme high-end pentru „case inteligente”.
În anul 2008, Avitech a lansat www.AVmag.ro - primul magazin online din România care oferă echipamente profesionale din domeniile audio-video și lumini.
Cifra de afaceri:
- 2008: 18,6 milioane euro[1]
- 2007: 14 milioane euro (creștere 46%)[2]